# Ameer Abdullah
Ameer Abdullah (Homewood, 16 agosto 1993) è un giocatore di football americano statunitense che milita nel ruolo di running back per i San Francisco 49ers della National Football League (NFL).

## Carriera

### Detroit Lions
Dopo avere giocato al college a football a Nebraska, Abdullah fu scelto nel corso del secondo giro (54º assoluto) del Draft NFL 2015 dai Detroit Lions. Debuttò come professionista subentrando nella gara del primo turno contro i San Diego Chargers, andando subito a segno nel primo drive della carriera. La sua prestazione si chiuse con 50 yard corse su 7 tentativi. Tornò a segnare nel terzo turno contro i Broncos su un passaggio da 16 yard di Matthew Stafford.
Nella vittoria della settimana 10 in casa dei Green Bay Packers, Abdullah pareggiò il record NFL per il più lungo ritorno di kickoff non conclusosi con un touchdown, 104 yard. Per questa prova fu premiato come miglior giocatore degli special team della NFC della settimana. La sua prima annata si chiuse guidando i Lions con 597 yard corse.

### Minnesota Vikings
Il 7 novembre 2018 Abdullah firmò per un anno con i Minnesota Vikings dove fu utilizzato nel corso della restante parte della stagione 2018 come kick returner.
Nel 2019 Abdullah firmò nuovamente con i Vikings Nel corso della stagione 2019 giocò 16 partite con 115 yard guadagnate su corsa in 23 tentativi complessivi e 15 ricezioni per 88 yard ricevute in totale e un touchdown su ricezione.
Il 27 marzo 2020 Abdullah firmò nuovamente per i Vikings. Concluse la stagione 2020 con 100 yard guadagnate dalla linea di scrimmage e due touchdown su ricezione.
Il 31 agosto 2021 Abdullah non rientrò nel roster attivo iniziale della squadra e fu svincolato per poi essere contrattualizzato il giorno successivo con la squadra di allenamento. Promosso nel roster attivo il 18 settembre 2021 per poi tornare nella squadra di allenamento tre giorni dopo e ancora elevato alla squadra attiva il 25 settembre 2021. Fu svincolato il 19 ottobre 2021.

### Carolina Panthers
Il 23 ottobre 2021 Abdullah firmò per i Carolina Panthers. Concluse la stagione 2021 con 51 corse per 166 yard guadagnate, oltre a a 38 ricezioni per 298 yard e un touchdown su ricezione.

### Las Vegas Raiders
Il 18 marzo 2022 Abdullah firmò per i Las Vegas Raiders un contratto annuale del valore di 1,18 milioni di dollari, di cui 152.000 dollari alla firma. Segnò il suo primo touchdown stagionale nella gara del dodicesimo turno, la vittoria ai tempi supplementari 40-34 sui Seattle Seahawks, su passaggio da 18 yard di Derek Carr. Abdullah concluse la stagione giocando in tutte le 17 gare stagionali, 4 corse per 20 yard, 25 ricezioni per 211 yard e un touchdown, ritornando 26 kickoff per 543 yard. 
Il 9 marzo 2023 Abdullah rifirmò per i Raiders. Nell'annata scese in campo in tutte le 17 partite stagionali, nessuna da titolare, facendo registrare 15 corse per 89 yard e nessun touchdown.
L'8 marzo 2024 i Raiders firmarono nuovamente Abdullah per un altro anno. Nel penultimo turno, dopo 140 partite e all'età di 31 anni, disputò la prima gara in carriera con almeno cento yard corse, facendone registrare 115 su 20 possessi nella vittoria sui New Orleans Saints. Terminò l'annata con 66 corse per 311 yard e due touchdown e 40 ricezioni per 261 yard e tre touchdown.

### San Francisco 49ers
Il 31 luglio 2025 Abdullah firmò un contratto annuale con i San Francisco 49ers. L'11 agosto 2025, dopo essere uscito anzitempo per infortunio dalla prima gara di precampionato contro i Denver Broncos, Abdullah fu inserito in lista riserve/infortunati, terminando anzitempo la sua stagione.

## Palmarès
- Giocatore degli special team della NFC della settimana: 1

10ª del 2015

## Statistiche

### Stagione regolare
| 2015   | DET         | 16  | 9  | 143 | 597   | 4,2   | 36 | 2 | 25  | 183   | 7,3  | 36 | 1  | 5  | 2 |
| 2016   | DET         | 2   | 2  | 18  | 101   | 5,6   | 24 | 0 | 5   | 57    | 11,4 | 18 | 1  | 0  | 0 |
| 2017   | DET         | 14  | 11 | 165 | 552   | 3,4   | 34 | 4 | 25  | 162   | 6,5  | 22 | 1  | 2  | 1 |
| 2018   | DET         | 3   | 0  | 1   | 1     | 100,0 | 1  | 0 | 2   | 18    | 9,0  | 12 | 0  | 1  | 1 |
| 2018   | MIN         | 7   | 0  | 0   | 0     | 0,0   | 0  | 0 | 1   | 10    | 10,0 | 10 | 0  | 0  | 0 |
| 2018   | Totale 2018 | 10  | 0  | 1   | 1     | 100,0 | 1  | 0 | 3   | 28    | 9,3  | 12 | 0  | 1  | 1 |
| 2019   | MIN         | 16  | 0  | 23  | 115   | 5,0   | 15 | 0 | 15  | 88    | 5,9  | 16 | 1  | 1  | 1 |
| 2020   | MIN         | 16  | 0  | 8   | 42    | 5,3   | 13 | 0 | 8   | 58    | 7,3  | 22 | 2  | 0  | 0 |
| 2021   | MIN         | 6   | 0  | 7   | 30    | 4,3   | 9  | 0 | 3   | 17    | 5,7  | 10 | 0  | 0  | 0 |
| 2021   | CAR         | 11  | 1  | 44  | 136   | 3,1   | 15 | 0 | 35  | 272   | 7,8  | 23 | 1  | 0  | 0 |
| 2021   | Totale 2021 | 17  | 1  | 51  | 166   | 3,3   | 15 | 0 | 38  | 289   | 7,6  | 23 | 1  | 0  | 0 |
| 2022   | LV          | 17  | 0  | 4   | 20    | 5,0   | 7  | 0 | 25  | 221   | 8,4  | 23 | 1  | 0  | 0 |
| 2023   | LV          | 17  | 0  | 15  | 89    | 5,9   | 12 | 0 | 19  | 131   | 6,9  | 18 | 0  | 0  | 0 |
| 2024   | LV          | 16  | 3  | 66  | 311   | 4,7   | 40 | 2 | 40  | 261   | 6,5  | 24 | 3  | 2  | 1 |
| Totale | Totale      | 141 | 26 | 494 | 1.994 | 4,0   | 40 | 8 | 203 | 1.468 | 7,2  | 36 | 11 | 11 | 6 |

Fonte: Football Database
Statistiche aggiornate alla stagione 2024